# نوئل وایادارس
نوئل وایادارس (اسپانیایی: Noel Valladares‎؛ زاده ۳ مهٔ ۱۹۷۷) یک بازیکن فوتبال اهل هندوراس است.
وی همچنین در تیم‌های ملی فوتبال هند هندوراس بازی کرده‌است.